# 1811
1811 (MDCCCXI) var ett normalår som började en tisdag i den gregorianska kalendern och ett normalår som började en söndag i den julianska kalendern.

## Händelser

### Januari
- 8 januari – Det största slavupproret i USA:s historia startas av Charles Deslondes på ett sockerplantage i Louisiana. Upproret slås dock ner och 95 slavar avrättas.[1]
- Januari – Man ökar antalet militära utskrivningar i Sverige, för att vara på den säkra sidan om krigssituationen i Europa skulle ändras.

### Februari
- 5 februari – Den brittiske kungen Georg III blir omyndigförklarad på grund av galenskap. Även om han officiellt förblir kung av Storbritannien till sin död 1820 tar hans son Georg IV nu över som regent för resten av hans regeringstid.
- 16 februari – Ett antal yngre svenska kulturpersoner bildar Götiska förbundet, som börjar utge tidskriften Iduna.[2]
- Februari
  - Spanien drar sig tillbaka från Malvinerna.[3]
  - Först att skrivas ut är gotlänningarna i denna den allra första svenska värnpliktsutskrivningen. I brist på gevär utrustas de äldsta beväringarna i Gotlands Nationalbeväring med pikar, trots att detta vapen är helt föråldrat.

### Maj
- 6 maj – Brand i Laholm, Sverige.[4]
- 14 maj – Paraguay utropar sig självständigt.[5]
- 16 maj – Fransmännen besegras av en allierad brittisk-spansk-portugisisk armé i slaget vid Albuera.

### Juni
- 15 juni – Klågerupskravallerna kräver ett trettiotal dödsoffer vid ett militärt angrepp mot förskansade skånska bönder som protesterar mot ökade soldatutskrivningar.

### Juli

Venezuela.

- 5 juli – Venezuela förklarar sig självständigt från Spanien.

### December
- 28 december – Den svenska Lantbruksakademien grundas.[6]

### Okänt datum
- 1811 års svenska kyrkohandbok antas där bland annat konfirmation officiellt införs som en kyrklig akt.
- Esaias Tegnér vinner Svenska akademiens stora pris med dikten Svea, kulmen på hans patriotiska diktning. Han får priset sedan ett ryssfientligt parti i dikten ersatts med strofen "...att inom Sveriges gräns erövra Finland åter".
- Den framtida drottning Desidera kommer till Sverige med sin elvaårige son Oscar.
- Oscar (I) blir hertig av Södermanland.
- Östra bron i Karlstad byggs färdig och blir Sveriges längsta stenbro.
- De första Big Foot spåren upptäcks.

## Födda

### Första kvartalet

#### Januari
- 5 januari – Richard Brodhead, amerikansk demokratisk politiker, senator 1851–1857.
- 7 januari – Adolf von Scheurl, tysk jurist.
- 22 januari – Gottfried von Neureuther, tysk arkitekt.

#### Februari
- 3 februari – Horace Greeley, amerikansk politiker, publicist och slaverimotståndare.
- 4 februari
  - Asa Biggs, amerikansk demokratisk politiker och jurist.
  - Pierre-Julien Eymard, fransk romersk-katolsk präst och ordensgrundare, helgon.
- 6 februari – Henry Liddell, brittisk språkman.
- 8 februari – Edwin D. Morgan, amerikansk republikansk politiker.
- 19 februari – Jules Sandeau, fransk författare och skriftställare.
- 24 februari – Henry Smith Lane, amerikansk politiker.
- 26 februari – Sir Philip Wodehouse, brittisk politiker.

#### Mars
- 11 mars – Urbain Jean Joseph Leverrier, fransk astronom.
- 20 mars – Napoleon II, titulärkejsare av Frankrike 22 juni–7 juli 1815.

### Andra kvartalet

#### April
- 24 april – Shepherd Leffler, amerikansk demokratisk politiker, kongressledamot 1846–1851.
- 25 april – Julius Jacob den äldre, tysk målare.

#### Maj
- 11 maj – Chang och Eng Bunker, siamesiska tvillingar.
- 29 maj – Trusten Polk, amerikansk demokratisk politiker och jurist, senator 1857–1862.

#### Juni
- 8 juni – Carl Johan Thyselius, svensk politiker och ämbetsman, Sveriges statsminister 1883–1884.

### Tredje kvartalet

#### Juli
- 11 juli – Johann Georg von Hahn, österrikisk diplomat och upptäcktsresande.
- 24 juli – William V. Brady, amerikansk politiker. (död 1870)

#### Augusti
- 3 augusti – Elisha Otis, amerikansk uppfinnare.
- 5 augusti – Ambroise Thomas, fransk kompositör. (död 1896)

#### September
- 1 september – Richard Dybeck, svensk fornforskare och folkminnesforskare, författare till Sveriges nationalsång. (död 1877)
- 6 september – Joanna Courtmans, flamländsk författare. (död 1890)
- 9 september – Joseph Kleutgen, tysk katolsk teolog. (död 1883)
- 14 september – Johan Raattamaa, finländsk predikant, laestadianernas andlige ledare. (död 1899)
- 17 september – August Blanche, svensk författare. (död 1868)

### Tredje kvartalet

#### Oktober
- 22 oktober – Franz Liszt, ungersk tonsättare och pianovirtuos.
- 25 oktober – Évariste Galois, fransk matematiker. (död 1832)
- 29 oktober – Louis Jean Joseph Charles Blanc, fransk politiker och historiker.

#### November
- 16 november – John Bright, brittisk politiker.
- 28 november – Oscar Patric Sturzen-Becker, svensk författare.

#### December
- 3 december – Eduard Bendemann, tysk konstnär.
- 22 december – Ludwig Philippson, tysk rabbin.

## Avlidna

### Första kvartalet

#### Januari
- 10 januari – Franziska von Hohenheim, 62, hertiginna av Württemberg.
- 21 januari – Jean François Thérèse Chalgrin, fransk arkitekt.

#### Februari
- 3 februari – Johann Beckmann, 71, tysk filosof, ekonom och naturforskare.

#### Mars
- 14 mars – Augustus FitzRoy, 3:e hertig av Grafton, 75, brittisk politiker, premiärminister 1768–1770.

### Andra kvartalet

#### April
- 30 april – Ivan Osterman, 85, rysk greve och diplomat.

#### Maj
- 16 maj – Nikolaj Kamenskij, 34, rysk greve och militär.

#### Juni
- 23 juni – Nicolau Tolentino de Almeida, 70, portugisisk poet.
- 26 juni – Mariano Jiménez, 29, mexikansk militär.

### Tredje kvartalet

#### Juli
- 3 juli – William Chalmers, 62, grundare av den industriskola som sedermera blev Chalmers tekniska högskola.

#### Augusti
- 5 augusti – Adolf Ulrik Wertmüller, 60, svensk konstnär.

#### September
- 6 september – Johann Georg Lehmann, 46, tysk kartograf.
- 8 september – Peter Simon Pallas, 69, tyskfödd naturforskare.

### Fjärde kvartalet

#### Oktober
- 5 oktober – Samuel Maclay, 70, amerikansk politiker, senator 1803–1809.
- 15 oktober – Eva Merthen, 88, finländsk celebritet.

#### November
- 21 november – Heinrich von Kleist, 34, tysk poet, dramaturg och novellist.

#### December
- 26 december
  - George William Smith, amerikansk politiker, guvernör i Virginia 1811.
  - Abraham B. Venable, 53, amerikansk politiker.

### Okänt datum
- Philippine Kaskele, tysk bankir.

### Fotnoter
1. ↑  ”Stort slavuppror slås ner i USA”. Allt om historia (nr 1 2011):  sid. 14. 2011.
2. ↑  Svenska Dagbladet 1 augusti 2003 – Göterna – nyskapande bakåtsträvare
3. ↑  World Statesmen
4. ↑  ”Värmlands brandhistoriska klubb”. Arkiverad från originalet den 12 oktober 2011. https://www.webcitation.org/62NB7kO36?url=http://www.brandhistoriska.org/olyckor_se.html. Läst 16 mars 2011.
5. ↑  World Statesmen
6. ↑  Ultunae – Lantbruksakademien